# Doaphius gracilioides
Doaphius gracilioides är en skalbaggsart som beskrevs av Renaud Maurice Adrien Paulian 1942. Doaphius gracilioides ingår i släktet Doaphius och familjen Aphodiidae. Inga underarter finns listade i Catalogue of Life.